# Bob ai III Giochi olimpici invernali
Ai III Giochi olimpici invernali svoltisi nel 1932 a Lake Placid (Stati Uniti) vennero assegnate due medaglie, bob a 2 e bob a 4 maschili. Le gare si svolsero su una pista naturale, la Mount van Hoevenberg, lunga 2.366 m e con un dislivello di 228 m.

## Calendario
| Uomini | Bob a due | Bob a due |  |  |  |  | Bob a quattro | Bob a quattro |   |
| Finali |           | 1         |  |  |  |  |               | 1             | 2 |

## Atleti iscritti
| America (12)                             | America (12)                              | America (12)   |
| ---------------------------------------- | ----------------------------------------- | -------------- |
| - Stati Uniti (12)                       |                                           |                |
| Europa (29)                              |                                           |                |
| - Austria (2) - Belgio (4) - Francia (2) | - Germania (9) - Italia (4) - Romania (4) | - Svizzera (4) |

## Podi

### Uomini
| Evento                   | Oro                                                               | Tempo   | Argento                                                                | Tempo   | Bronzo                                                           | Tempo   |
| Bob a due (dettagli)     | Stati Uniti I Hubert Stevens Curtis Stevens                       | 8:14.74 | Svizzera I Reto Capadrutt Oscar Geier                                  | 8:16.28 | Stati Uniti II John Heaton Robert Minton                         | 8:29.15 |
| Bob a quattro (dettagli) | Stati Uniti I William Fiske Eddie Eagan Clifford Gray Jay O'Brien | 7:53.68 | Stati Uniti II Henry Homburger Percy Bryant Paul Stevens Edmund Horton | 7:55.70 | Germania I Hanns Kilian Max Ludwig Hans Mehlhorn Sebastian Huber | 8:00.04 |

## Medagliere
| Posizione | Paese       |   |   |   | Totale |
| --------- | ----------- | - | - | - | ------ |
| 1         | Stati Uniti | 2 | 1 | 1 | 4      |
| 2         | Svizzera    | 0 | 1 | 0 | 1      |
| 3         | Germania    | 0 | 0 | 1 | 1      |
| Totale    | Totale      | 2 | 2 | 2 | 6      |